# Paulo de Tarso Venceslau
Paulo de Tarso Venceslau (Santa Bárbara d'Oeste, 15 de setembro de 1943) é um economista e ex-guerrilheiro brasileiro, integrante de organizações de extrema-esquerda que fizeram a luta armada contra a ditadura militar no Brasil, militante da Ação Libertadora Nacional (ALN) e um dos sequestradores do ex-embaixador dos Estados Unidos no Brasil, Charles Burke Elbrick, em setembro de 1969.
Filho de um médico integralista, José Venceslau Júnior (autor do livro O Integralismo ao alcance de todos), e vice-presidente - de direita - do Grêmio Estudantil do Colégio Monteiro Lobato, em 1961, em Taubaté, São Paulo, no ensino secundário, Paulo de Tarso deu um guinada em suas posições ideológicas na faculdade, quando integrou o movimento estudantil e cursou Economia na USP - cadeira que só terminou depois de mais de cinco anos preso pelo sequestro do embaixador Elbrick - e foi um dos responsáveis pelo esquema de segurança dos estudantes reunidos para o XXX Congresso da UNE, em Ibiúna, 1968, durante o regime militar.

## Luta armada
Em 1969, Tarso participou do GTA (Grupo Tático Armado) paulista da ALN, em que atuou em diversas ações de roubos à mão armada, até ser escolhido por Joaquim Câmara Ferreira, o "Toledo" da direção da organização, para participar do sequestro de Elbrick, idealizado por integrantes da Dissidência Comunista da Guanabara, no Rio de Janeiro. Venceslau atuou no sequestro - comandado pelo companheiro de ALN Virgílio Gomes da Silva, o Jonas - ocupando a limusine do embaixador com outros guerrilheiros e, nos dias em que o diplomata esteve em cativeiro, foi o elo de ligação entre as organizações do Rio e de São Paulo, viajando de uma cidade para outra e levando os nomes a serem incluídos na lista exigida em troca do resgate. Preso numa emboscada policial em São Sebastião,litoral de São Paulo, em 1 de outubro de 1969, menos de um mês após o sequestro, ele foi levado para a Operação Bandeirantes-OBAN, na capital paulista, onde foi torturado por três dias.
Julgado e condenado pelo sequestro, Venceslau foi solto em dezembro de 1974 e formou-se como economista. Integrante do Partido dos Trabalhadores nos anos 80, ele exerceu as funções de secretário de finanças da prefeitura de Campinas e assessor da prefeitura de São Bernardo do Campo. Abandonou o PT nos anos 90 em meio a grandes controvérsias, denunciando corrupção e mau uso de verbas públicas de prefeituras municipais administradas na época pelo partido.

## Visto
Por mais de três décadas, depois de tentar por várias vezes conhecer o país, Paulo de Tarso Venceslau teve sua entrada nos EUA proibida, assim como Fernando Gabeira e Franklin Martins, outros integrantes do sequestro de Elbrick, graças à Lei de Imigração e Naturalização que veta a entrada de pessoas que se envolveram em atividades terroristas ou contra instalações dos Estados Unidos. Em 2009, entretanto, conseguiu visto de entrada em seu passaporte, o que em suas palavras acredita ser uma nova posição política da administração de Barack Obama com relação a eles, mas um telegrama obtido pelo WikiLeaks revela que o visto foi dado por engano. Mesmo assim, ele foi mantido pela diplomacia norte-americana, em nome das boas relações com o Itamaraty e com o Brasil.